# Schefflera subintegra
Schefflera subintegra är en araliaväxtart som först beskrevs av William Grant Craib, och fick sitt nu gällande namn av Chih Bei Shang. Schefflera subintegra ingår i släktet Schefflera och familjen araliaväxter. Inga underarter finns listade.